# Arnel Pineda
Arnel Pineda Rivas (Tondó, Manila, 5 de septiembre de 1967) es un cantante, músico y compositor.  Actualmente es el vocalista de la banda estadounidense Journey. Pineda ha gozado en los últimos 25 años de una exitosa carrera musical en Asia. Fue influenciado por el estilo de Steve Perry (Journey), John Farnham (Little River Band), Freddie Mercury (Queen), Sting (The Police), The Beatles, Van Halen, Aerosmith, U2, Warrant, Deep Purple, entre otros.

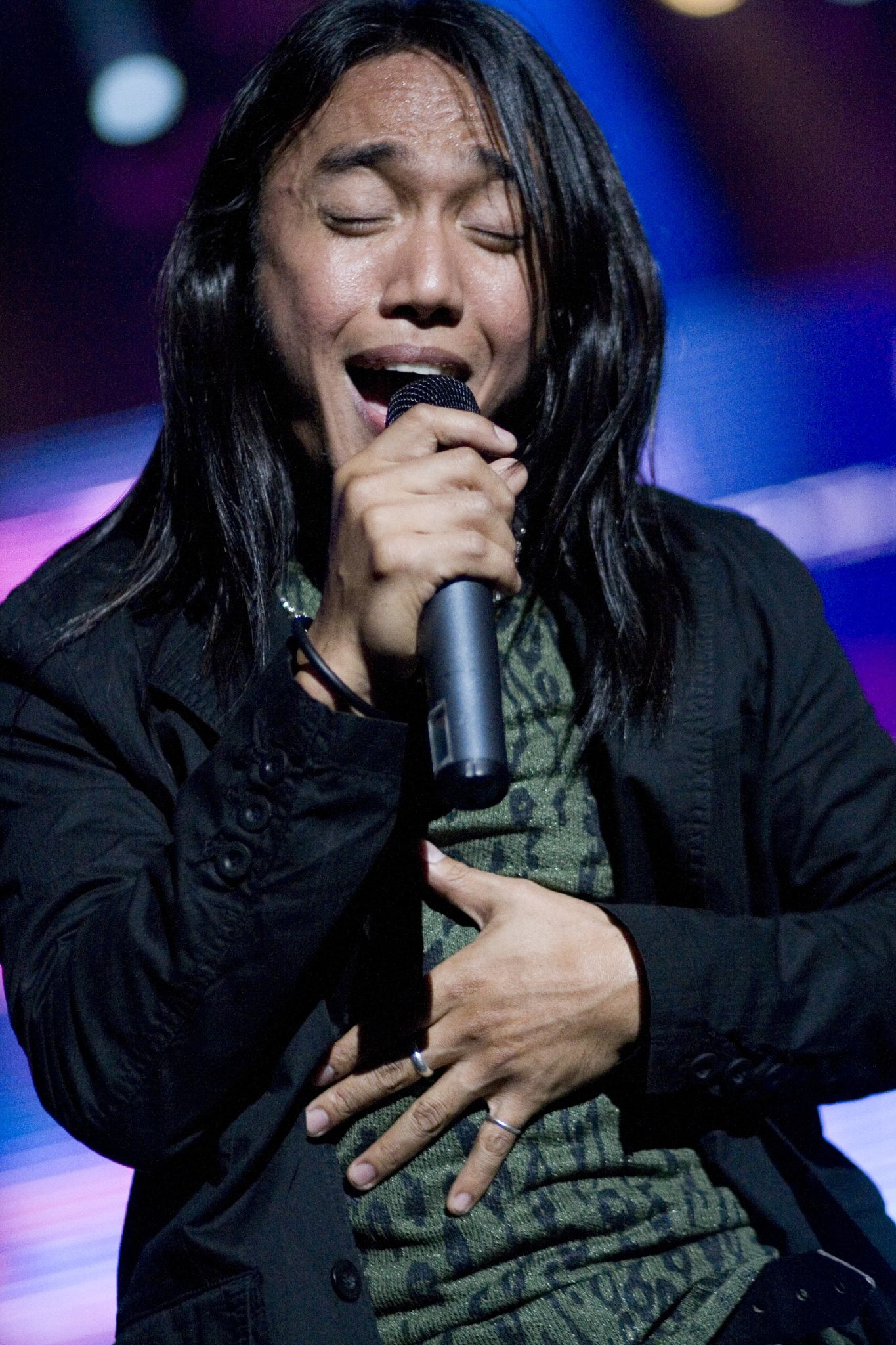
Arnel Pineda.

## Carrera
En 1982, a sus 15 años, Pineda se convirtió en el cantante principal del grupo musical filipino llamado Ijos Band (más tarde llamado Yjoz). En 1986, con algunos miembros de Yjoz formó un grupo llamado Ammo, con el que entró y ganó el concurso de rock «Guerra de las Galaxias» en las Filipinas.
En 1999, Pineda llamó la atención del sello discográfico Warner Bros. y voló de vuelta a Filipinas para grabar un disco de solista, que auto-tituló Arnel Pineda. La mayor parte del álbum de diez canciones originales fueron baladas. Una de las canciones, «Iiyak Ka Rin» se convirtió en una favorita de karaoke en Asia, mientras que otra canción «Sayang» se convirtió en la preferida de las radios.
En 2001, Pineda cantó una canción, titulada «Looking Glass» con la banda filipina South Border's. 
En 2005, Arnel graba el tema de corta duración para la radio filipina Dayo.

## Zoo
En 2006, alentado por un respetado buscador de talentos, productor y director de televisión filipino llamado Bert de León, Pineda volvió a Filipinas con Cajipe Monet, el guitarrista que había estado en todas las anteriores bandas con Pineda. Es así como forman Zoo, con Emil Bondoc en el bajo, los teclados de Edgar Mendoza, y Makoy Alcantara en la batería. Zoo, realizó varias presentaciones en clubes entre 2006 y 2007. 
El primer álbum de Zoo, Zoology —«Zoología» en español— fue lanzado por MCA Universal, en septiembre de 2007 con 13 canciones originales, de los cuales cinco fueron escritas por Pineda, y el resto fue coescrito por Pineda y Mark Vallien

## Journey
Zoo comenzó a hacer vídeos de canciones de Journey, Survivor, Aerosmith, Led Zeppelin, Air Supply, The Eagles, Kenny Loggins y otros grupos populares de los años 70, 80 y 90, los que rápidamente se fueron haciendo populares a través de YouTube. El 28 de junio de 2007, Neal Schon de Journey se puso en contacto con Noel Gómez, un antiguo fanático (el encargado de subir los vídeos a la red) y amigo de Pineda, para buscar la forma de contactarse con él.
Schon envió una invitación a Pineda a través un correo electrónico, para que fuera a una audición para la nueva gira, pero Arnel pensó que era una broma y no lo tomó en cuenta. Al no obtener respuesta, persuadieron a Gómez para que les diera su número telefónico.
El 12 de agosto, Pineda, junto con su representante Bert de León, viajó a Marin County, al norte de San Francisco, para una prueba de dos días de duración. El estrellato por fin llegaba a Pineda, siendo acogido con satisfacción por Journey, aun cuando la audición estuvo un tanto tensa.

## Debut
Pineda debutó como cantante de Journey el 21 de febrero de 2008 en el Festival Internacional de la Canción de Viña del Mar en la Quinta Vergara, en Viña del Mar, Región de Valparaíso, Chile, con una transmisión televisiva en conjunto para 80 países y en vivo por señales locales, de cable y el afamado canal A&E. Arnel Pineda derrochó energía y logró cautivar a todo el público con su gran presencia escénica, rejuveneciendo a la banda y dejando en segundo plano su carácter de absoluto novato. Los periódicos y sitios de internet de foros audiovisuales se plagaron a los pocos minutos de sendos elogios para el nuevo vocalista y a su vez la prensa especializada nacional como extranjera alabó la presentación del grupo.